# Geai à gorge noire
Cyanolyca pumilo
Espèce
Statut de conservation UICN

 LC  : Préoccupation mineure
Le Geai à gorge noire (Cyanolyca pumilo) est une espèce d'oiseaux de la famille des Corvidae.

## Répartition
Cette espèce vit dans la forêt humide du Salvador, du Guatemala, du Honduras et du Mexique.